# Protestas en Guinea de 2009
Las protestas en Guinea de 2009 fue una manifestación pacífica que culminó con la muerte de 157 personas en la capital Conakri, un día después de que la guardia presidencial disparase a manifestantes prodemocráticos en ese país africano, el 27 de septiembre de 2009. Más de 1.200 personas habrían resultado heridas en la protesta.
Las tensiones surgieron en medio de rumores de que el líder golpista, el capitán Moussa Dadis Camara, se postularía en las elecciones presidenciales del 31 de enero de 2010.
Camara tomó el poder en diciembre de 2008, a través de un golpe de Estado tras la muerte del dictador Lansana Conté, y había asegurado que no pretendía ser candidato.
Un total de 87 cuerpos fueron recogidos en el estadio "28 de Septiembre", donde tuvo lugar la protesta hasta que las fuerzas de seguridad comenzaron a lanzar bombas lacrimógenas y a disparar sobre los manifestantes. El resto de víctimas murieron debido a la actuación de la Policía y la Guardia Nacional en las calles de Conakri.

## Declaraciones de Cámara

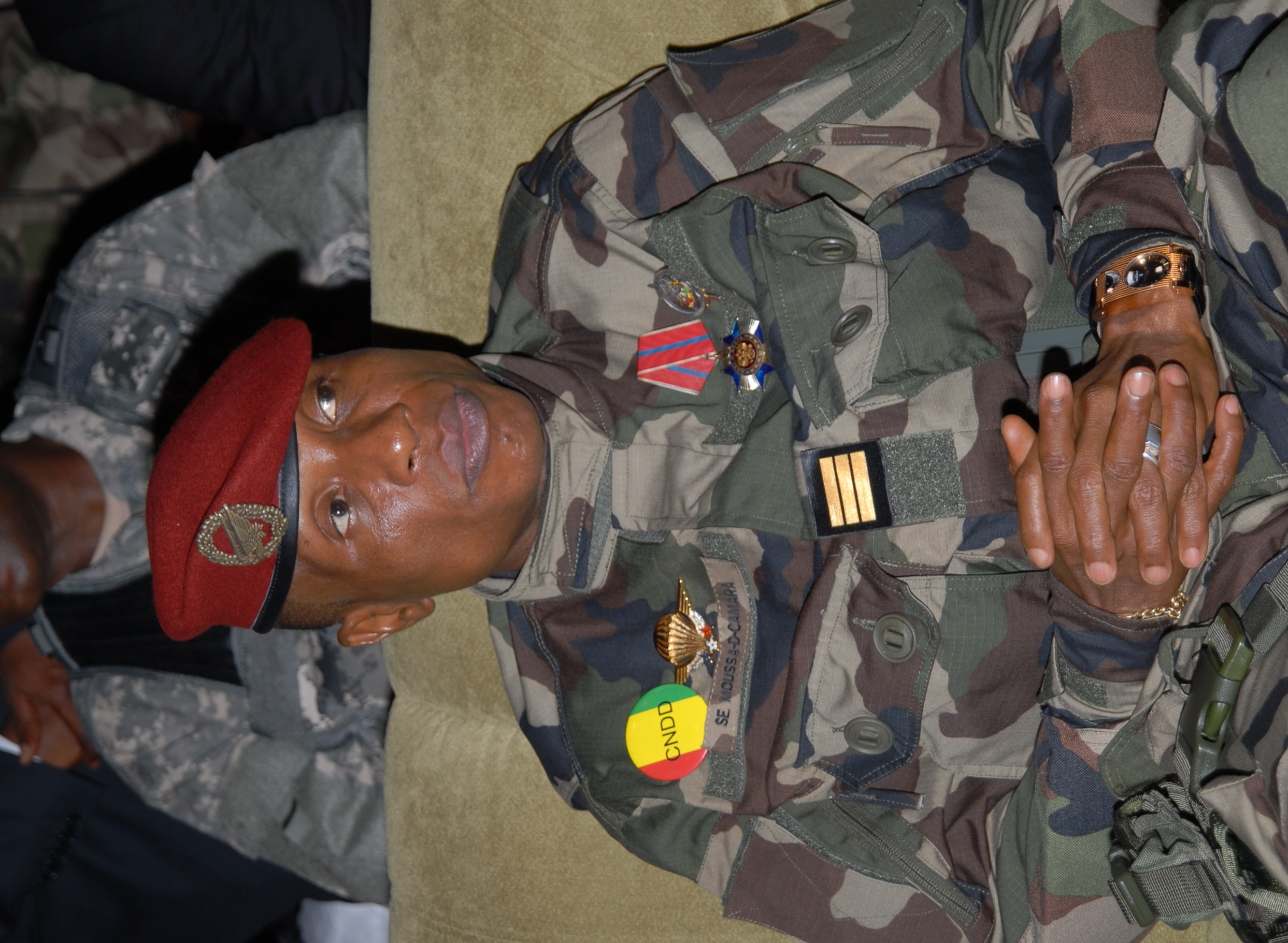
Capt. Moussa Dadis Camara.

Por su parte, en una entrevista a la radio privada senegalesa RFM , el líder de la junta militar, el capitán Camara culpó del derramamiento de sangre a los líderes opositores.
En especial, Camara apuntó al ex primer ministro Sidya Touré, del que dijo que no hizo caso de la orden del Ministerio del Interior que prohibía la manifestación.
Camara, quien tomó el poder en diciembre de 2008 a través de un golpe de Estado, dijo a una emisora de radio francesa que el tiroteo efectuado por miembros de la guardia presidencial —identificados por sus boinas rojas—, estuvo fuera de su control.

"Esa gente que cometió esas atrocidades fueron elementos incontrolables en el ejército. Incluso yo, como jefe de Estado en esta situación tan tensa, no puedo pretender tener control de esos elementos en el ejército."

## Reacciones
Cientos de personas también resultaron heridas, entre los que se encuentran dos exministros y líderes de la oposición, Cellou Dalein Diallo y Sidya Touré, cuyas casas fueron saqueadas por los militares.
Ambos opositores fueron llevados al campo militar Alpha Yaya Diallo, sede de la junta militar que gobierna Guinea desde el golpe de Estado del 23 de diciembre de 2008, y posteriormente fueron trasladados a una clínica, donde recibieron tratamiento médico.
Touré denunció hoy la brutalidad de la intervención policial, especialmente la ejercida por la Guardia Nacional, a la que acusó de comenzar a dispersar a los manifestantes con una "clara voluntad de eliminarlos".
El ex primer ministro François Fall, por su parte, denunció violaciones colectivas de mujeres por las fuerzas de seguridad, tanto en el recinto del estadio como en los cuarteles, lo que calificó "crimen contra la humanidad", por lo que pidió que se envíe a los responsables al Tribunal Penal Internacional.
En el mismo sentido, Moukhtar Diallo, líder de las Nuevas Fuerzas Democráticas, un pequeño grupo opositor, denunció en declaraciones a los periodistas la violación de mujeres por los efectivos de las fuerzas de seguridad en el recinto del estadio.
Varias organizaciones de defensa de los Derechos Humanos condenaron las acciones violentas de la Policía de Guinea y exigieron una reacción urgente de la comunidad internacional.
Según el Encuentro Africano para la Defensa de los Derechos Humanos (RADDHO), con sede en Dakar, la crisis política de Guinea se originó por la voluntad de la junta militar de imponer la candidatura de Cámara en las elecciones de enero de 2010.
Una candidatura de Cámara supondría el incumplimiento de su compromiso de devolver el poder a los civiles tras un año de transición, dijo a los medios de comunicación el vicepresidente de la RADDHO, Aboubacry Mbodj.
El Consejo de Seguridad de Naciones Unidas manifestó: "Los miembros del Consejo de Seguridad condenan la violencia que causó al parecer más de 150 muertos y cientos de heridos", declaró ante reporteros la embajadora de EE. UU. en la ONU, Susan Rice, presidenta del Consejo durante este mes. Fin Los 15 integrantes del consejo exhortaron a las autoridades a "presentar a los responsables ante la justicia, liberar a todos los presos políticos, líderes opositores e individuos a los que se les está negando el debido procedimiento legal y a permitir el pronto regreso del régimen de derecho, la democracia y el orden constitucional a través de las elecciones programadas para el 2010".

## Investigación
En un mensaje al país, el capitán Moussa Dadis Camara, decretó "dos días de duelo nacional para honrar a las víctimas" y advirtió que los instigadores serán severamente castigados. "Haremos todo lo posible como gobierno para esclarecer estos acontecimientos trágicos, que perturban la paz que desea nuestro pueblo", afirmó.
La Alta Comisionada para los Derechos Humanos de Naciones Unidas, Navy Pillay, solicitó una investigación independiente sobre "el baño de sangre" en Guinea Conakri.
"Tomo nota de la decisión de las autoridades guineanas de realizar una investigación para saber quien ordenó abrir fuego sobre los manifestantes. No obstante, me gustaría insistir sobre el hecho de que es esencial que esta investigación sea independiente e imparcial para que los autores de ejecuciones sumarias, violaciones y otras vejaciones sean llevados a la justicia", señaló Pillay.